# Klášter bosých karmelitek (Drasty)
Klášter bosých karmelitek vzniká od roku 2021 ve vsi Drasty, která je součástí města Klecany v okrese Praha-východ.

## Historie
Před 2. světovou válkou v zemědělském dvoře hospodařili Eliška a Leo Saxlovi. Velká část rodiny byla nacisty odvlečena do Terezína. Od roku 1958 je areál dvora kulturní památkou. V restitucích jej získala Vyšehradská kapitula.
V lednu 2018 areál bývalého zemědělského dvora koupily řádové sestry pro stavbu klášterního areálu. Z původního kláštera na Hradčanech se chtěly odstěhovat už od roku 2005, ale roky nemohly najít vhodný pozemek.
V roce 2018 probíhal úklid pozemků, likvidace skládek a také demolice rozpadlých budov. Byla také zahájena oprava bývalého „Panského domu“ na provizorní bydlení sester, která trvala do jara 2020. V březnu toho roku se sestry z hradčanského kláštera do Drast odstěhovaly.
V říjnu 2021 začala stavba kláštera a veřejné kaple sv. Terezie podle projektu architektonického ateliéru AV19. Prodej původního sídla pokryl asi 60 procent plánovaných nákladů. Další finance sestry získávají ve veřejných sbírkách na portálu Donio nebo prodejem uměleckých výrobků přes svůj e-shop. Část peněz vynáší nájem bytového domu, který sestry v areálu postavily na úvěr. Zhruba desetinu zdrojů tvoří restituční peníze. Práce, které jsou sestry schopny zvládnout, dělají samy, pořádají brigády. „Vnímáme to tak, že při vší snaze by zde měl zůstat prostor pro určitou nezajištěnost, který se pro nás stává prostorem důvěry v Boha a závislosti na Něm,“ uvedla řeholnice Marie.
Dvůr bude rozdělený na horní část pro veřejnost a dolní část, která bude hospodářským zázemím. Součástí prostoru sester bude pás zeleně se zahradou, ovocným sadem, loukou a lesem. Kromě samotného kláštera zde bude dům pro hosty, dům pro správce, bytový dům a poustevna. Pro všechny bude otevřen lesopark. V areálu bude postavena kaple zasvěcená sv. Terezii z Ávily.

## Fotogalerie

### Původní budovy na pozemcích

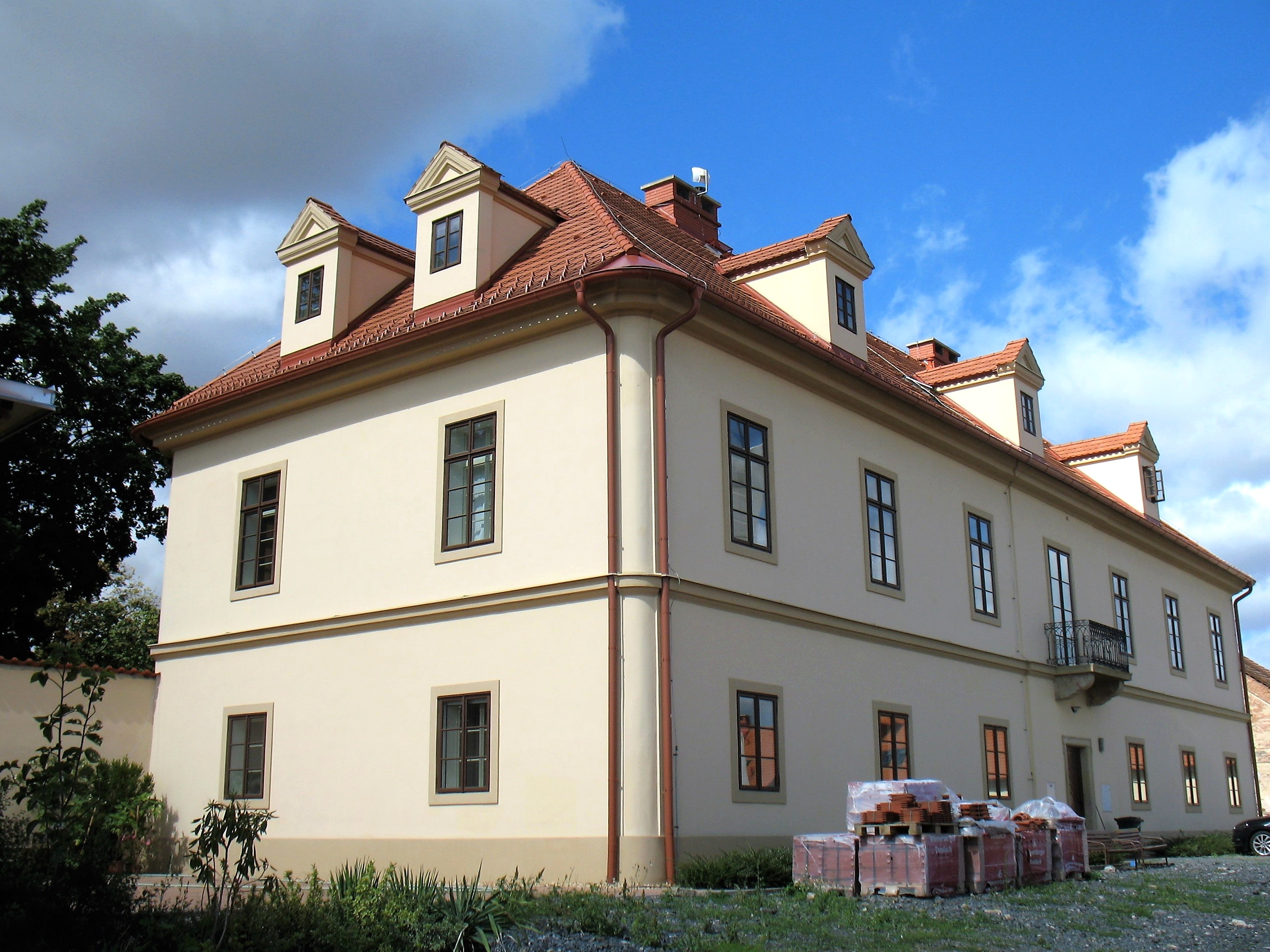
Zámeček po opravě
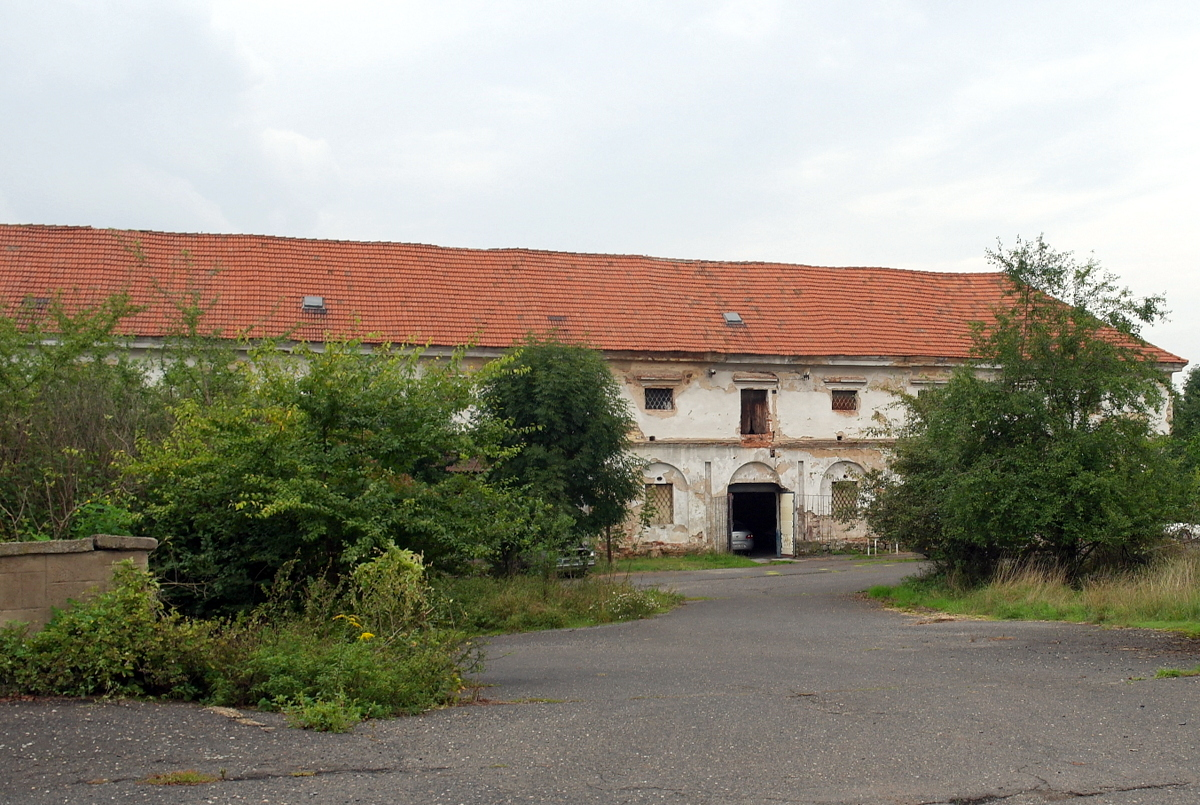
Hospodářské budovy
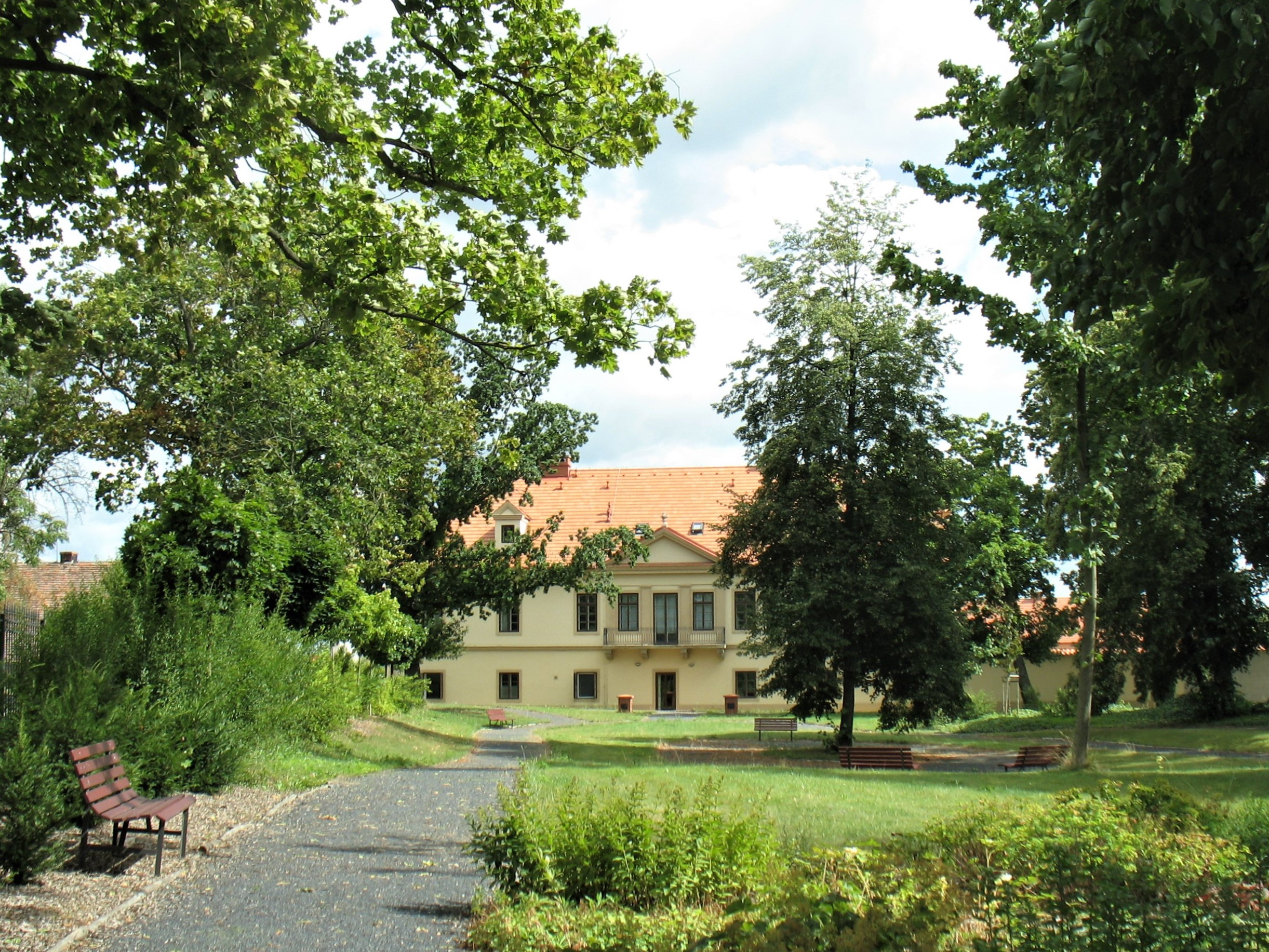
Pohled na zámeček z klášterní zahrady
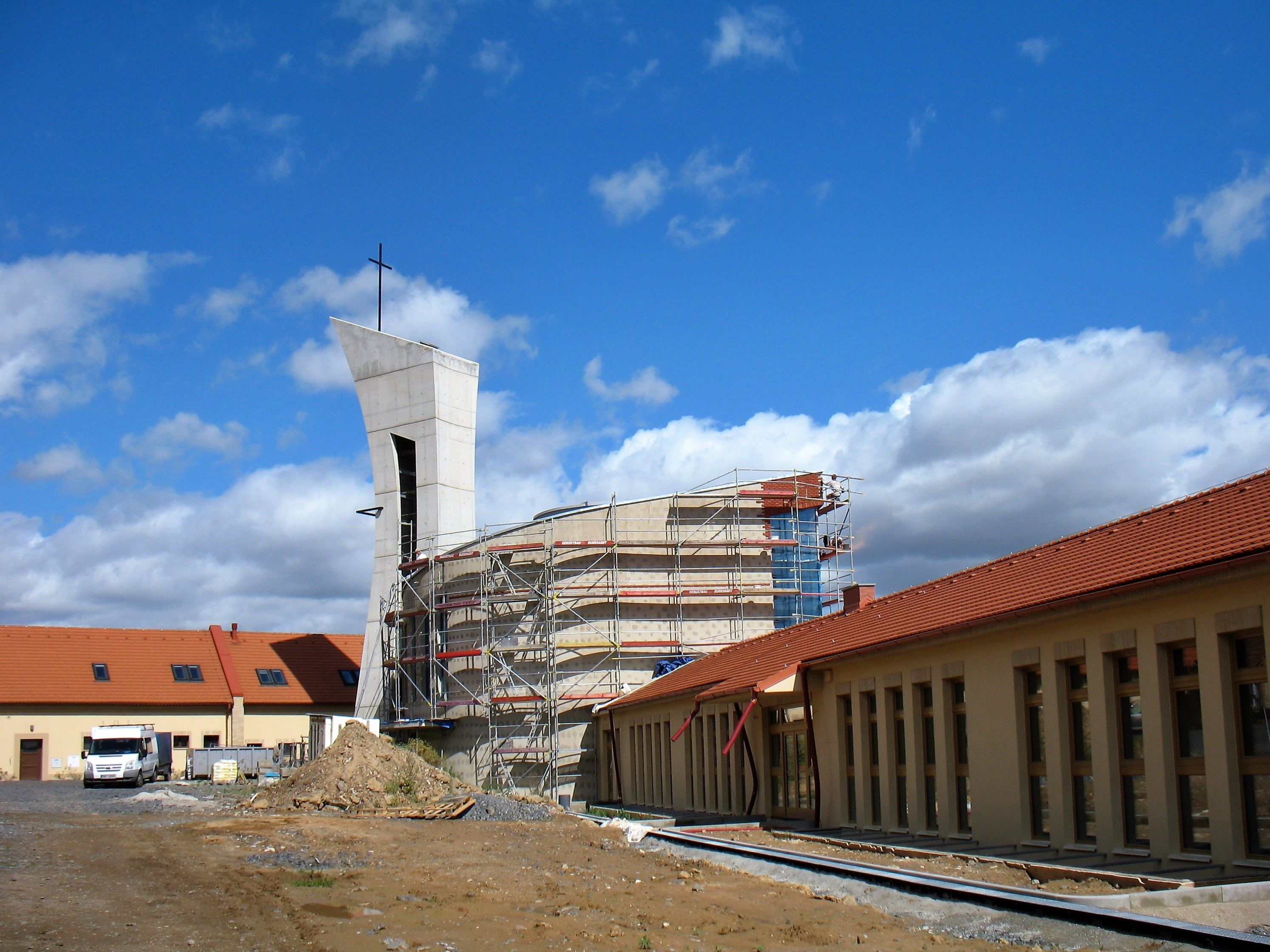
Staré a nové budovy ve dvoře
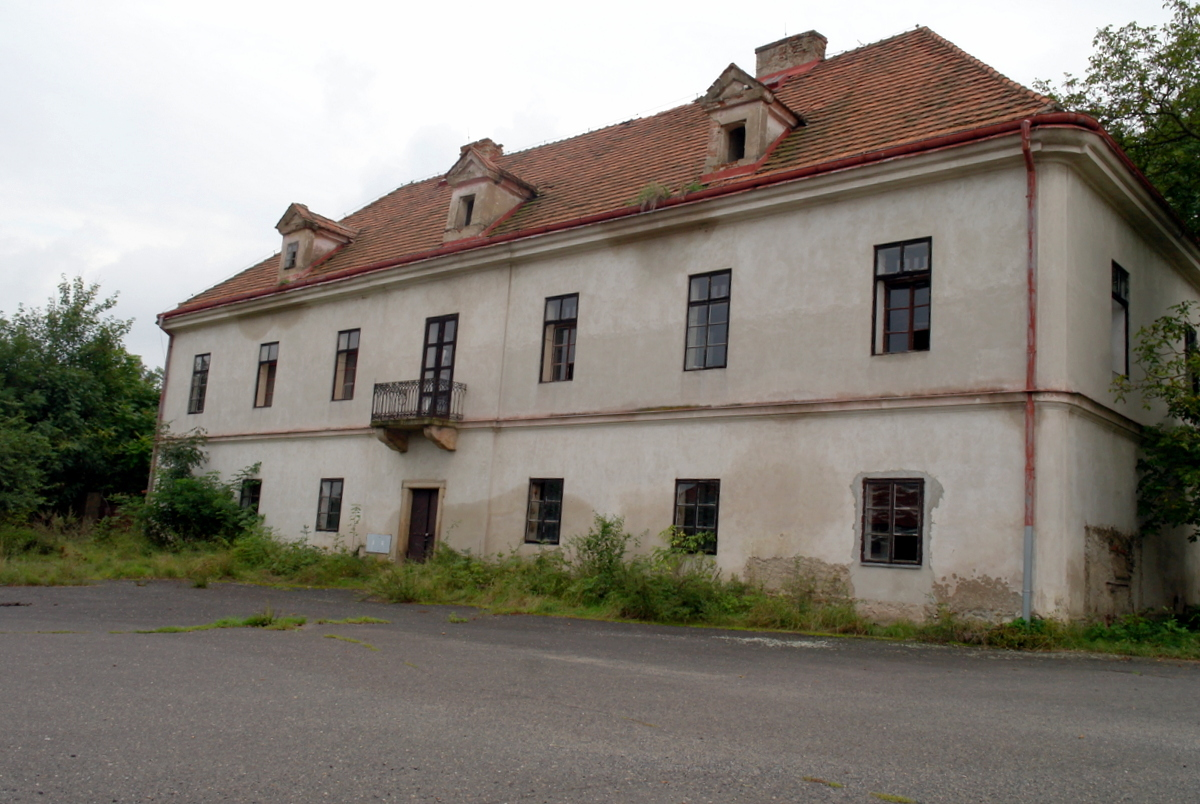
Panský dům před rekonstrukcí